# Blue Star Delos
Die Blue Star Delos ist ein 2011 in Dienst gestelltes Fährschiff der griechischen Reederei Blue Star Ferries, das auf der Strecke von Piräus über Syros, Paros, Naxos, Ios und Santorin nach Anafi eingesetzt wird.

## Geschichte
Die Blue Star Delos entstand unter der Baunummer 7509 in der Werft von Daewoo Shipbuilding & Marine Engineering in Okpo und lief am 20. November 2010 vom Stapel. Nach ihrer Ablieferung an Blue Star Ferries am 18. Oktober 2011 nahm sie am 15. November 2011 von ihrem Heimathafen Piräus aus den Fährdienst auf. Ihr jüngeres Schwesterschiff ist die im Juli 2012 in Dienst gestellte Blue Star Patmos.
Die Blue Star Delos hat Kapazität für bis zu 2.400 Passagiere und 430 PKW. Zu ihrer Ausstattung gehören neben mehreren Bars und Aufenthaltsräumen eine Boutique mit Souvenirshop. Für Passagiere mit körperlicher Beeinträchtigung stehen behindertengerechte Kabinen zur Verfügung. Haustiere können in einem Zwinger an Bord oder in eigens dafür eingerichteten Kabinen mitreisen. Insgesamt verfügt das Schiff nur über 32 Kabinen für 116 Passagiere, für den Großteil der Passagiere gibt es an Bord stattdessen Lounges mit Ruhesesseln. Der gesamte Passagierbereich der Blue Star Delos ist klimatisiert.